# Roger Tichborne

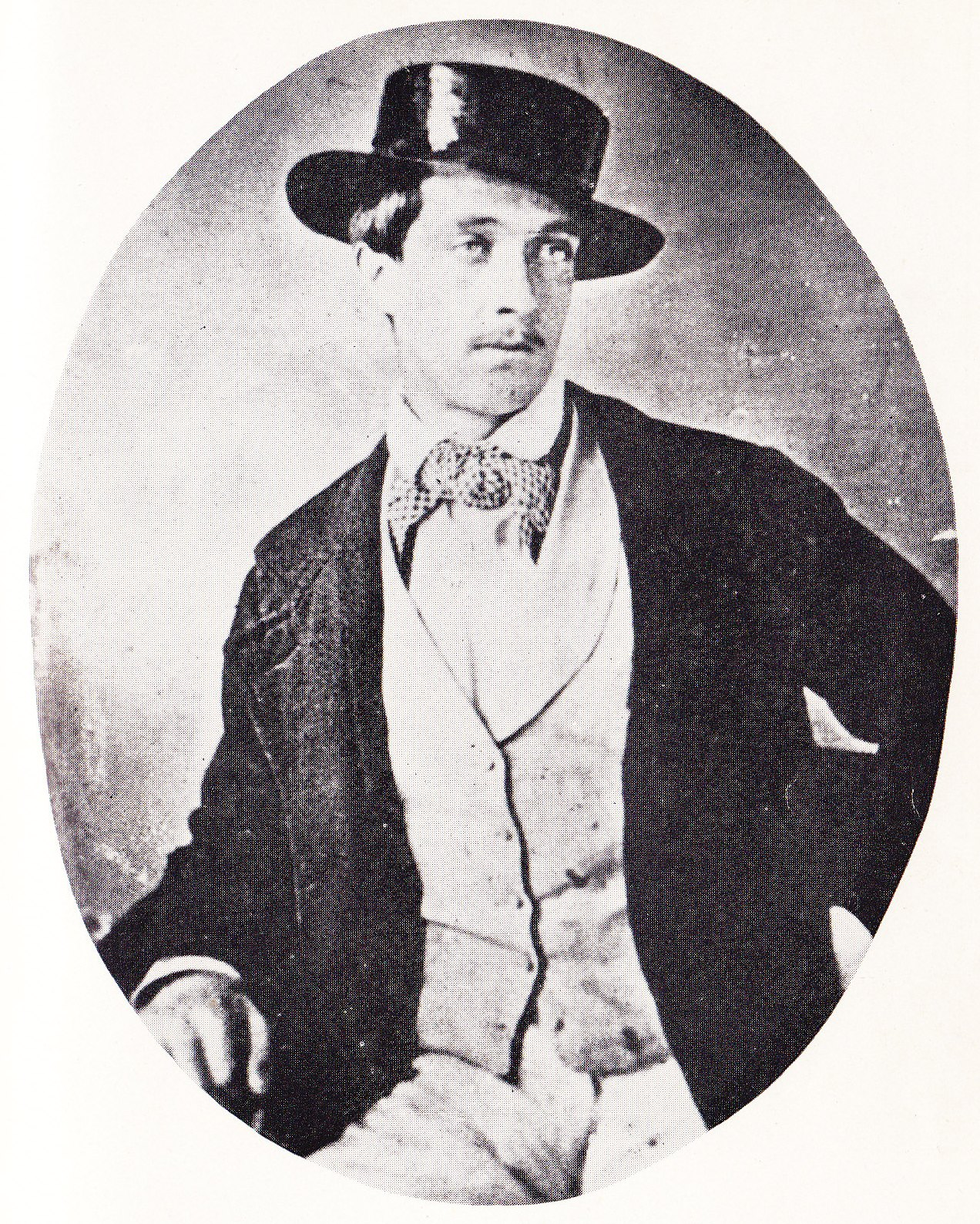
Roger Tichborne

Roger Charles Tichborne (* 5. Januar 1829; † April 1854) war ein britischer Gentleman. Er war der älteste Sohn und Heir apparent des britischen Adligen Sir James Doughty-Tichborne, 10. Baronet (1784–1862).

## Leben
Die Tichbornes, schon vor der normannischen Eroberung in Tichborne, einem Dorf im südenglischen Hampshire ansässig, zählten zu den wenigen aristokratischen Familien, die an ihrem katholischen Glauben über die Reformation hinaus festgehalten hatten. Seine Mutter, Lady Tichborne, war zur Hälfte Französin (sie stammte aus einer Nebenlinie der Bourbonen). Ihre Ehe mit Sir James verlief unglücklich, und sie hasste das Leben in England. Sie wollte, dass ihr Sohn Roger in Frankreich aufwuchs, doch wurde er vom Vater nach Stonyhurst gesandt, einer damals bekannten und elitären, von Jesuiten geleiteten katholischen Public School. Im Juli 1849 trat Roger als Cornet des 6th Regiment of Dragoon Guards (Carabineers) in die britische Armee ein, stieg dort im November 1850 zum Lieutenant auf und schied im Februar 1853 aus dem aktiven Dienst aus. Nach einer unglücklichen Liebesaffäre mit seiner Cousine, Katherine Doughty, wollte Roger nach Südamerika auswandern. Im April 1854 brach er auf der „Bella“ von Rio de Janeiro nach Kingston (Jamaika) auf. Das Schiff kam nie an; man vermutete, es sei untergegangen und es habe keine Überlebenden gegeben.

## Nach dem Tod
Lady Tichborne weigerte sich, den Tod des Sohnes zu akzeptieren. Sie glaubte Gerüchten, wonach ein anderes Schiff Überlebende der „Bella“ an Bord genommen und nach Australien gebracht habe. Nach dem Tod ihres Mannes 1862 begann sie, in Zeitungen zu inserieren, um Informationen über das Schicksal ihres Sohnes zu erhalten. Im Mai 1865 kam sie mit Arthur Cubitt in Kontakt, dem Besitzer einer australischen Agentur, die sich um Vermisste bemühte. Die Verbannung von Straftätern nach Australien war erst in den 1850er Jahren beendet worden, das Land war voller Menschen, die ihre Identität zu verbergen suchten. Lady Tichborne beauftragte die Agentur, nach ihrem Sohn zu suchen. Da es bei Tichborne um ein jährliches Einkommen von 20.000 Pfund ging, war das geradezu eine Einladung für Hochstapler. Ein Metzger namens Arthur Orton (* 20. März 1834 in Wapping, London; † 1. April 1898) aus New South Wales erklärte alsbald, dass er in Wahrheit Roger Tichborne sei und den Untergang der „Bella“ überlebt habe.
Im Januar 1866 schrieb der „Anwärter“, wie er nun allgemein genannt wurde, seinen ersten Brief an Lady Tichborne. Es ähnelte den Schreibversuchen eines Analphabeten, wohingegen Roger Tichborne zwölf Jahre zuvor ein gebildeter Mann gewesen war. Dennoch: Als Orton nach Sydney kam, wollten einige den Anwärter als Roger Tichborne wiedererkennen, darunter ein alter schwarzer Diener der Familie Tichborne. Diejenigen, die ihm Glauben schenken wollten, maßen auch dem Umstand Bedeutung bei, dass er seine wahre Identität erst unter dem Druck des Agenten Cubitt und Gibbes, eines eingeschalteten Anwalts, preisgegeben habe.
Noch bevor Lady Tichborne das Geld für seine Überfahrt gesandt hatte, hatte sich der Anwärter mit Frau und Kindern nach England eingeschifft, wo er Weihnachten 1866 eintraf. Von dort reiste er nach Paris weiter, wo er Lady Tichborne traf, die ihn als ihren Sohn bestätigte. Sie starb im folgenden Jahr.
Nun machte die Geschichte Schlagzeilen. Sie wurde auf zahllosen Zeitungsseiten ausgebreitet und rief starke, aber zwiespältige Emotionen hervor. Die restliche Familie wies den Anwärter als Betrüger zurück, ohne ihn gesehen zu haben. Für viele spielten dabei materielle Interessen eine Rolle, bedrohte er doch ihre Erbansprüche.
Aber auch unabhängig davon wollten sie den ungehobelten und ungebildeten Gesellen aus dem australischen Outback nicht als Verwandten akzeptieren. Innerhalb von zwei Jahren nach seiner Ankunft in England wurde dieser 180 Kilogramm schwer; der echte Roger Tichborne war dagegen ein schlanker, eleganter Mann gewesen. Gegner des Anwärters wiesen auch darauf hin, dass ihn außer seiner exzentrischen Mutter niemand aus der Tichborne-Familie wiedererkannt habe. Und seine Anhänger hätten ihn mittlerweile hinreichend über die Familiengeschichte informieren können, um die Aufrechterhaltung des Betrugs zu ermöglichen.
Der folgende Gerichtsprozess Orton/Tichborne erregte im England des 19. Jahrhunderts großes Aufsehen. Infolge der zahlreichen, weit hergeholten Schutz- und Belastungszeugen und der Winkelzüge der Advokaten zog er sich lange hin und kostete die Orton-Unterstützer rund 60.000 englische Pfund, aber Orton wurde 1872 doch zum Betrüger erklärt und 1874 wegen doppelten Meineids zu 14 Jahren Zuchthaus verurteilt.
Meyers Konversationslexikon aus dem Jahr 1888 schrieb: „Obwohl bei den Gerichtsverhandlungen der Tichborne-Prätendent sich als dem Verschollenen ganz unähnlich, überdies roh und ungebildet erwies, wurde die Agitation für ihn auch nach seiner Verurteilung noch einige Zeit sowohl in Tichborne-Meetings und Zeitungsartikeln als auch im Parlament fortgesetzt. Als Orton aber 1884 aus dem Zuchthaus entlassen wurde, war das Interesse für ihn erloschen.“

## Künstlerische Verarbeitung
Jorge Luis Borges schrieb eine Kurzgeschichte über den Tichborne-Fall, der im 1935 erschienenen Sammelband Universalgeschichte der Niedertracht enthalten ist.
Die britische Schriftstellerin Zadie Smith verarbeitete die Thematik in ihrem 2023 erschienenen Roman "Betrug" (englisch "The Fraud").